# Svínavatn (Kjölur)
Svínavatn är en sjö i södra Norðurland vestra.  
Sjön är endast 1,2 km² stor och ligger mellan sjöarna Þórarinsvatn och Galtarvatn. I närheten finns höjderna Svínavatnshæðir, Gedduhólar och Refkelshöfði. Längre österut ligger reservoarsjön Blöndulón.